# Fjodor Čerenkov
Fjodor Čerenkov (25. července 1959 Moskva – 4. října 2014 Moskva) byl ruský fotbalista, záložník, jenž reprezentoval někdejší Sovětský svaz. Po skončení aktivní kariéry působil jako trenér.

## Fotbalová kariéra
V nejvyšší soutěži Sovětského svazu a Ruska hrál za Spartak Moskva, nastoupil ve 398 ligových utkáních a dal 95 gólů. S týmem získal třikrát mistrovský titul v lize Sovětského svazu a jednou v ruské lize. Ve francouzské druhé lize hrál za Red Star Paris. V Poháru mistrů evropských zemí nastoupil v 12 utkáních a dal 2 góly, v Poháru vítězů pohárů nastoupil v 1 utkání a v Poháru UEFA nastoupil ve 53 utkáních a dal 13 gólů. Za reprezentaci Sovětského svazu nastoupil v letech 1979–1990 v 34 utkáních a dal 12 gólů. S reprezentací Sovětského svazu získal bronzovou medaili za 3. místo na LOH 1980 v Moskvě, nastoupil v 6 utkáních a dal 4 góly. V letech 1983 a 1989 byl vyhlášen Fotbalistou roku Sovětského svazu a v roce 1983 skončil na 30. mistě v anketě Zlatý míč.

## Ligová bilance
| Ročník                               | Zápasy | Góly | Klub           |
| ------------------------------------ | ------ | ---- | -------------- |
| Sovětská fotbalová Vysšaja liga 1978 | 7      | 0    | Spartak Moskva |
| Sovětská fotbalová Vysšaja liga 1979 | 31     | 4    | Spartak Moskva |
| Sovětská fotbalová Vysšaja liga 1980 | 32     | 6    | Spartak Moskva |
| Sovětská fotbalová Vysšaja liga 1981 | 32     | 4    | Spartak Moskva |
| Sovětská fotbalová Vysšaja liga 1982 | 33     | 10   | Spartak Moskva |
| Sovětská fotbalová Vysšaja liga 1983 | 33     | 10   | Spartak Moskva |
| Sovětská fotbalová Vysšaja liga 1984 | 25     | 8    | Spartak Moskva |
| Sovětská fotbalová Vysšaja liga 1985 | 33     | 13   | Spartak Moskva |
| Sovětská fotbalová Vysšaja liga 1986 | 22     | 8    | Spartak Moskva |
| Sovětská fotbalová Vysšaja liga 1987 | 27     | 12   | Spartak Moskva |
| Sovětská fotbalová Vysšaja liga 1988 | 30     | 3    | Spartak Moskva |
| Sovětská fotbalová Vysšaja liga 1989 | 28     | 7    | Spartak Moskva |
| Sovětská fotbalová Vysšaja liga 1990 | 11     | 1    | Spartak Moskva |
| Sovětská fotbalová Vysšaja liga 1991 | 22     | 3    | Spartak Moskva |
| Ligue 2 1990/91                      | 15     | 1    | Red Star Paris |
| Premier Liga 1993                    | 32     | 6    | Spartak Moskva |
| CELKEM 1. liga                       | 398    | 95   |                |

## Trenérská kariéra
V letech 1994 až 1995 byl trenérem FK Spartak Moskva.